# Osmia nana
Osmia nana är en biart som beskrevs av Morawitz 1873. Osmia nana ingår i släktet murarbin, och familjen buksamlarbin. Inga underarter finns listade i Catalogue of Life.